# Paralineus elisabethae
Paralineus elisabethae is een soort van snoerwormen (Nemertea) uit de familie van de Lineidae. De huid van de worm is geheel met trilharen bedekt. De snoerworm jaagt op prooien van zijn eigen omvang en vangt deze met behulp van zijn slurf. 
De wetenschappelijke naam van de soort werd voor het eerst geldig gepubliceerd in 1911 door Schütz.